# Jeanne-Philiberte Ledoux
Jeanne-Philiberte Ledoux (Paris, 1767 - Belleville, 12 de outubro de 1840) foi uma pintora francesa.
Ledoux se destacou em um campo dominado por homens, com especializações em retratos e cenas de gênero. Formada sob a tutela de Jean-Baptiste Greuze, sua obra revela a influência do barroco tardio e do neoclassicismo, caracterizando-se por uma delicadeza técnica e um refinamento sentimental que capturam a intimidade feminina e familiar. Exibindo regularmente nos Salões de Paris, ela solidificou sua posição na arte francesa na transição do século XVIII para o XIX, embora tenha permanecido relativamente ofuscada em comparação a seus contemporâneos masculinos.